# Męczennicy z Manchesteru

Męczennicy z Manchesteru

Męczennicy z Manchesteru – William O'Mera Allen, Michael Larkin i William O'Brien – trzech członków Irlandzkiego Bractwa Republikańskiego skazanych na karę śmierci za zabójstwo policjanta sierżanta Charlesa Bretta. Wydarzenie miało miejsce podczas ataku na policyjny pojazd konny; celem atakujących było odbicie dwóch innych członków organizacji: Thomasa J. Kelly'ego i Timothy'ego Deasy'ego. 
Zostali publicznie powieszeni 23 listopada 1867 roku w Manchesterze.